# Astronotinae
Astronotinae là một phân họ cá hoàng đế phân bố ở Nam Mỹ trong các lưu vực sông Amazon, Orinoco, Paraná và Paraguay, và các sông khác ở Guianas. Phân họ này có 3 chi, mỗi chi có 2 loài.

## Chi
- Astronotus
- Chaetobranchopsis
- Chaetobranchus